# Bernd Lottermoser
Bernd Georg Lottermoser (* 1961) ist ein deutsch-australischer Rohstoffwissenschaftler, Hochschullehrer und Forscher mit dem Schwerpunkt in der nachhaltigen Gewinnung von mineralischen Rohstoffen.

## Werdegang
Bernd Lottermoser studierte Geologie an der Christian-Albrechts-Universität zu Kiel und erhielt das Diploma of Science in der Fachrichtung Lagerstättenkunde von der University of Newcastle (Australien) und promovierte an derselben Universität über Metalle der Seltenen Erden und deren Verhalten während der Erzgenese.
Er hat als Explorationsgeologe für BP Minerals und Kennecott, als Wissenschaftler am Australian Institute of Nuclear Science and Engineering (AINSE) in Sydney, als wissenschaftlicher Mitarbeiter an der Johannes Gutenberg-Universität Mainz und der Universität Melbourne sowie als Dozent an der University of New England gearbeitet. Es folgten Professuren an der James Cook University in Cairns, der University of Tasmania in Hobart und der Camborne School of Mines sowie der University of Exeter in Großbritannien. Seit 2015 hat er den Lehrstuhl für nachhaltige Rohstoffgewinnung an der RWTH Aachen und ist Direktor des dortigen Institute of Mineral Resources Engineering.

## Auszeichnungen
- 1985: Scholarship (Union Oil Development Corporation)
- 1985: Bursary (Australasian Institute of Mining and Metallurgy)
- 1986–1989: Postgraduate Research Award (Australian Institute of Nuclear Science and Engineering)
- 1995: Michael Daley Award, for excellence in the reporting of science, technology and engineering issues, which are vital to Australia’s future (Australian Federal Department of Industry, Science and Technology)
- 2000: Young Researcher Award (Alexander von Humboldt-Stiftung)
- 2009: Endeavour Executive Fellowship (Australian Federal Department of Education and Training)
- 2010: Erasmus Mundus Fellowship (European Union)
- 2012: Ernennung zum Gastprofessor der University of Tasmania

## Schriften (Auswahl)
Bernd Lottermoser ist Autor von über 300 wissenschaftlichen Publikationen, Konferenzbeiträgen und Berichten. Zusätzlich hat er vier Bücher veröffentlicht:
- Mine Wastes: Characterisation, Treatment and Environmental Impacts. Springer Verlag
- Environmental Indicators in Metal Mining. Springer Verlag
- Rocks, Landscapes and Resources of the Wet Tropics. Geological Society of Australia
- Ethics in Mining: Fundamentals, Practices, Challenges. UVG-Verlag, Berlin